# Billard français
Pour les articles homonymes, voir Carambole.
Le billard français, appelé aussi billard carambole, ou billard à trois billes, est un type de jeu de billard, joué sur une table sans poches (sans trous). Il se pratique en général à deux joueurs avec trois billes. En plus de la carambole (bille rouge), chaque joueur possède une bille d'impact blanche, pointée, ou jaune (principalement utilisée au mode de jeu à trois bandes). Le concept général est de percuter avec sa bille les deux autres. Des variantes existent avec des quilles ou une bille supplémentaire.

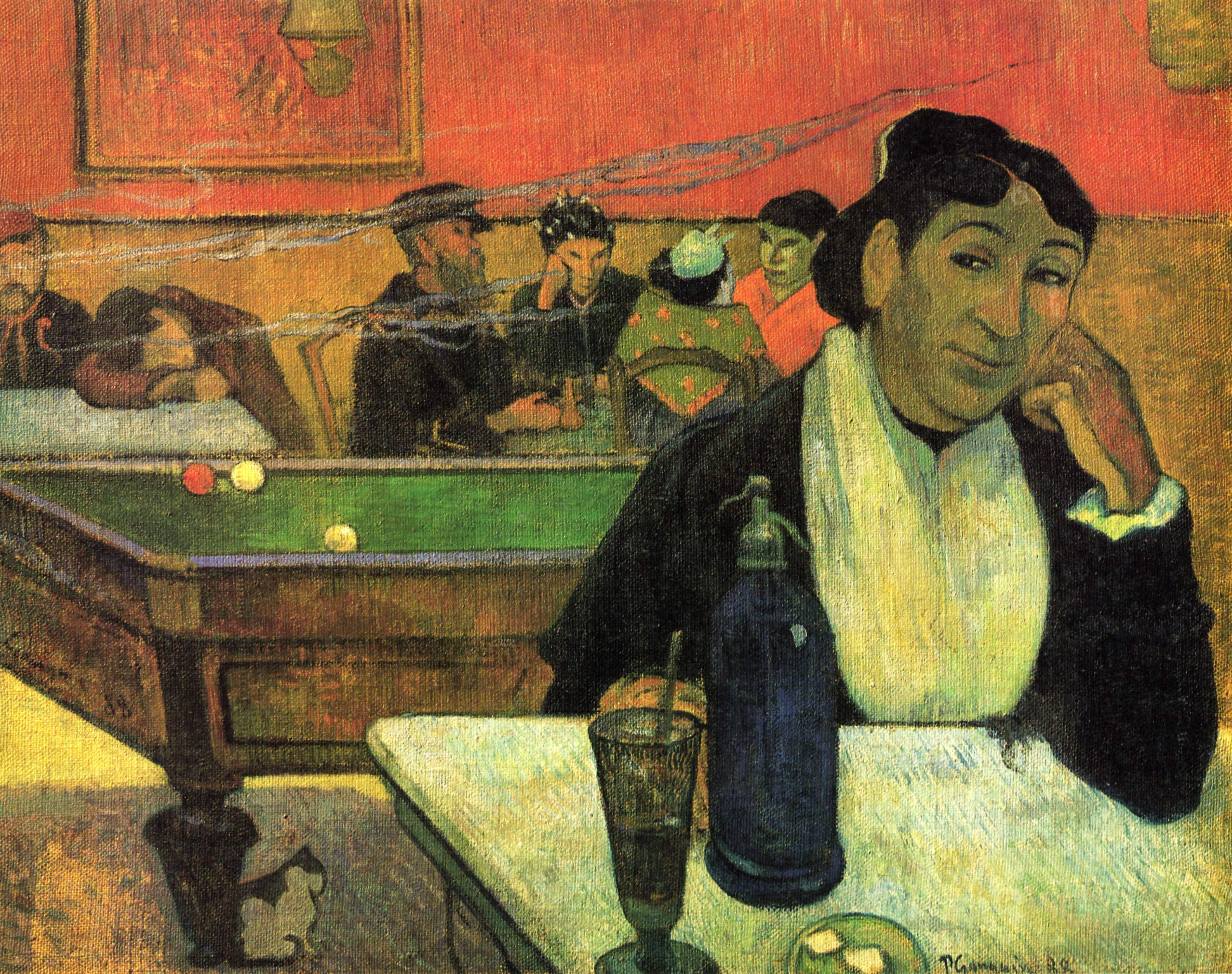
Au café (portrait de Mme Ginoux) de Paul Gauguin

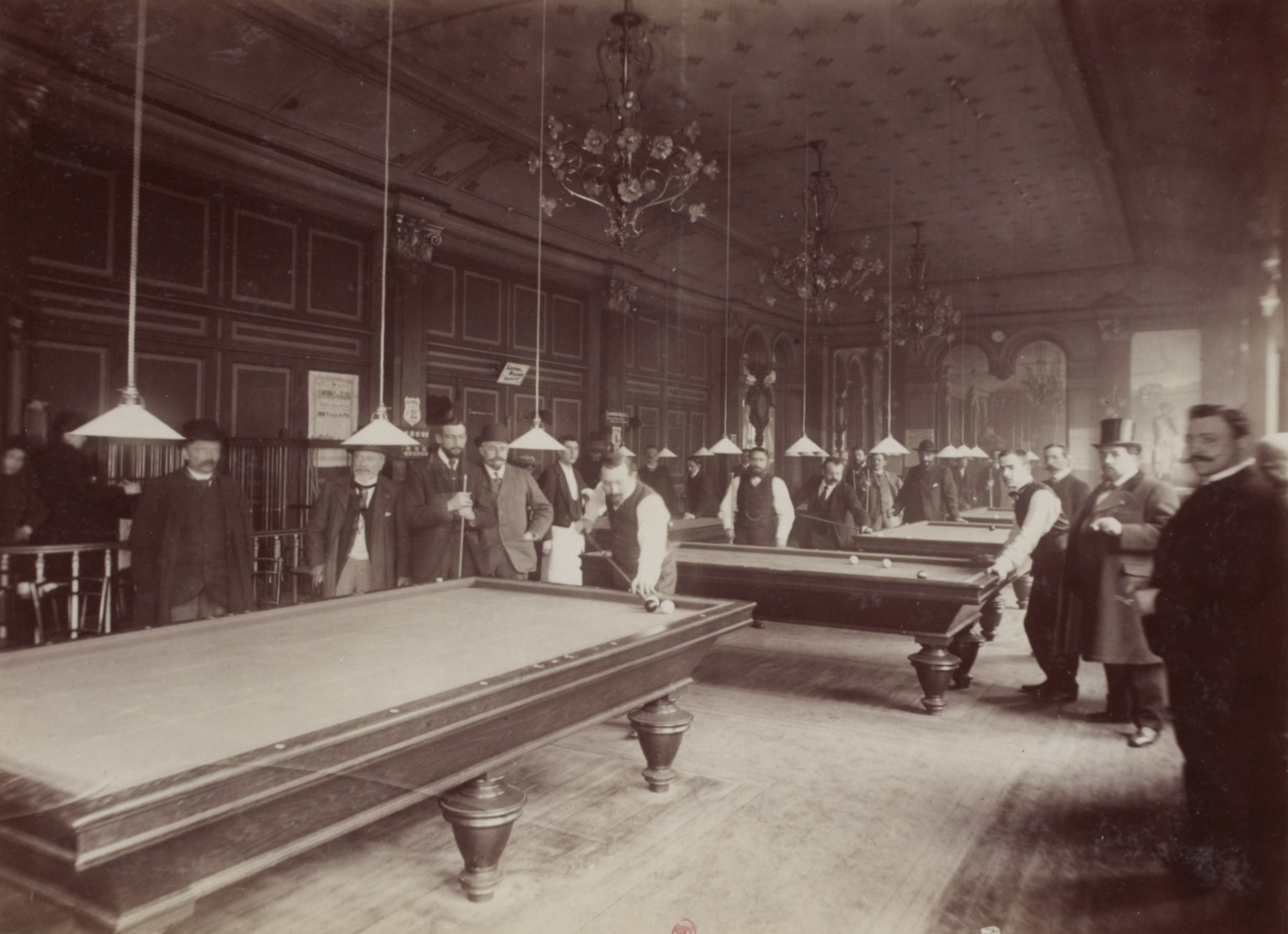
Championnat du monde de billard (à l'Académie nationale des amateurs de l'Eldorado, 1903).

## Matériel

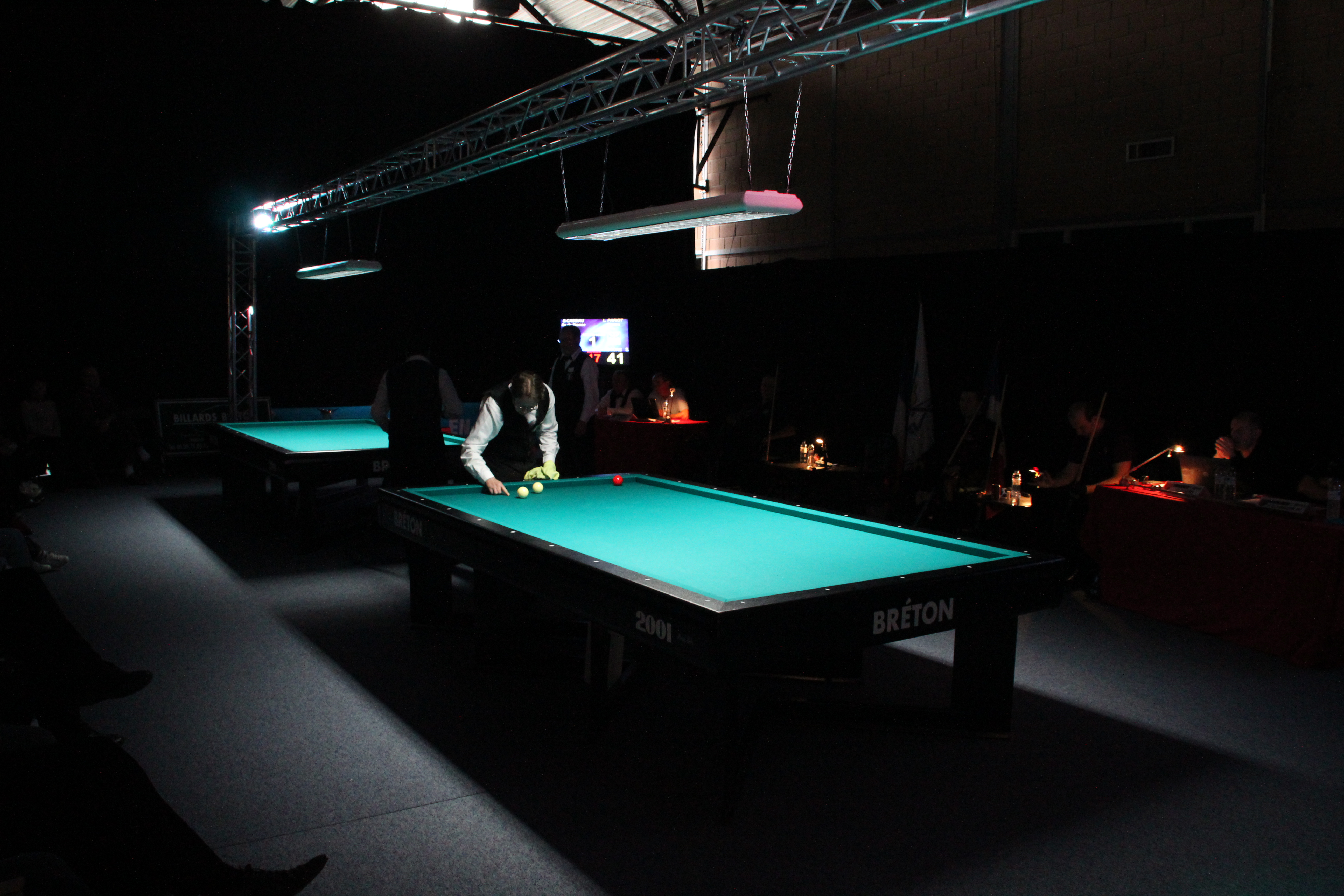
Tables lors des Championnats de France de billard français 2012.

### Table
Une table de billard est composée en général d'une plaque d'ardoise (en une, deux ou trois parties) de plusieurs millimètres d'épaisseur (20, 30, 40, 50, 60 mm) recouverte d'un drap tendu (le plus souvent vert ou bleu, couleurs reposantes pour les yeux) et d'un cadre en bois rectangulaire sur lequel sont montées des bandes (le plus souvent en caoutchouc) recouvertes du même drap.
Le billard français peut exister en plusieurs dimensions (longueurs, longueur et largeur pour les deux plus grands modèles) :
- 2,10 m ;
- 2,20 m ;
- 2,30 m ;
- 2,40 m ;
- 2,60 m ;
- 2,80 m × 1,5275 m (dit de « demi-match ») ;
- 3,10 m × 1,6775 m (dit de « match »).

De plus, le bois utilisé pour la fabrication d'un billard varie selon la qualité voulue : du kotibé (famille acajou) pour une qualité optimale, du chêne ou du noyer pour une qualité un peu inférieure.
Contrairement aux autres variétés de billard, le billard français ne présente pas de poches (trous) dans la table ou dans les bandes ni d'obstacles sur sa surface.
Par ailleurs, il peut être équipé d'un système de chauffage (par résistances électriques) placé sous la plaque d'ardoise et destiné à assurer un meilleur roulement.
L'ardoise ainsi que les bandes sont recouvertes d'un drap tendu, le plus souvent de couleur verte (plus reposante pour les yeux) ou bleue (plus télégénique) mais il existe également d'autres couleurs (notamment rouge).

### Billes

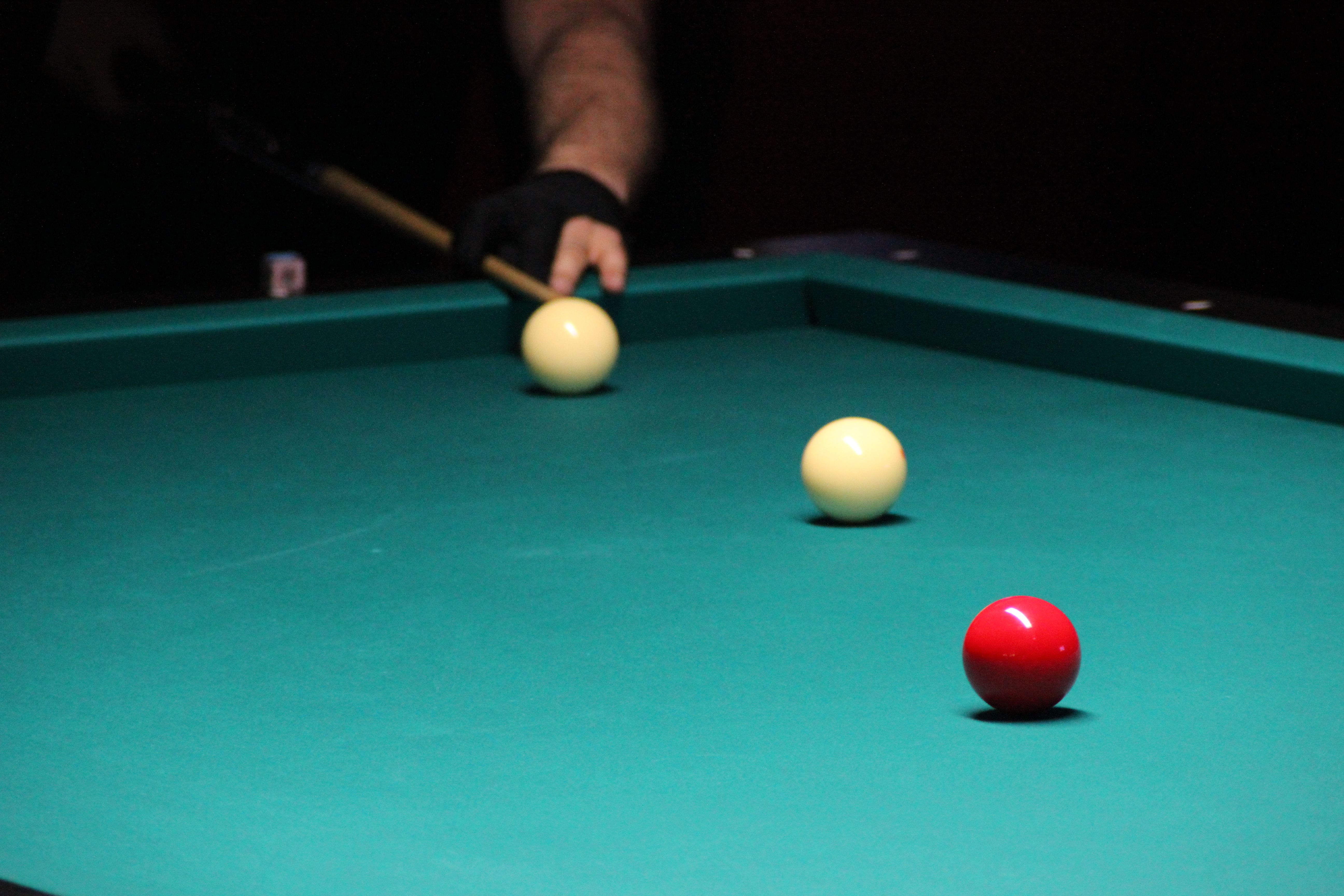
les 3 billes.

Trois billes de diamètres identiques (diamètre compris entre 61 mm et 61,5 mm ; masse comprise entre 205 g et 220 g, la différence entre la bille la plus lourde et la plus légère ne devant pas excéder 2 grammes), en général deux blanches et une rouge, ou une blanche, une jaune et une rouge.
Les deux billes blanches sont différenciées, soit par une marque sur l'une d'entre elles (généralement deux petits cercles diamétralement opposés, ou bien deux points, d'où sa dénomination « pointée »), soit par une couleur différente (jaune pour l'une des deux). Ces billes, autrefois en ivoire, sont le plus souvent en résine phénolique.
La bille rouge est appelée carambole.
Frotter des billes usagées avec un chiffon imbibé de silicone (pour mouches de pêche), leur redonne de la « vivacité », en diminuant le coefficient de frottement bille-drap ; les rétros, notamment, sont facilités.

### Queue
Une « queue » par joueur. Il s'agit d'une sorte de canne en bois (parfois d'autres matériaux) droite, légèrement tronconique. La queue peut être d'un seul tenant,ou en deux ou trois parties que l'on visse l'une à l'autre :
- le fût : partie la plus large tenue par la main arrière du joueur ;
- la flèche : partie la plus fine à l'extrémité de laquelle est collée une rondelle de cuir appelée « procédé » qui entre en contact avec la bille, lui-même fixé à la flèche sur une « virole » (plastique ou métal le plus souvent);
- la craie ou bleu : produit abrasif, permettant au procédé de ne pas glisser sur la bille (fausse queue) et de lui communiquer des « effets » de rotation.

Le fût est parfois creux de manière à pouvoir être lesté avec du plomb ou des anneaux en métal pour ajuster le poids de la queue à la convenance du joueur.

## But du jeu

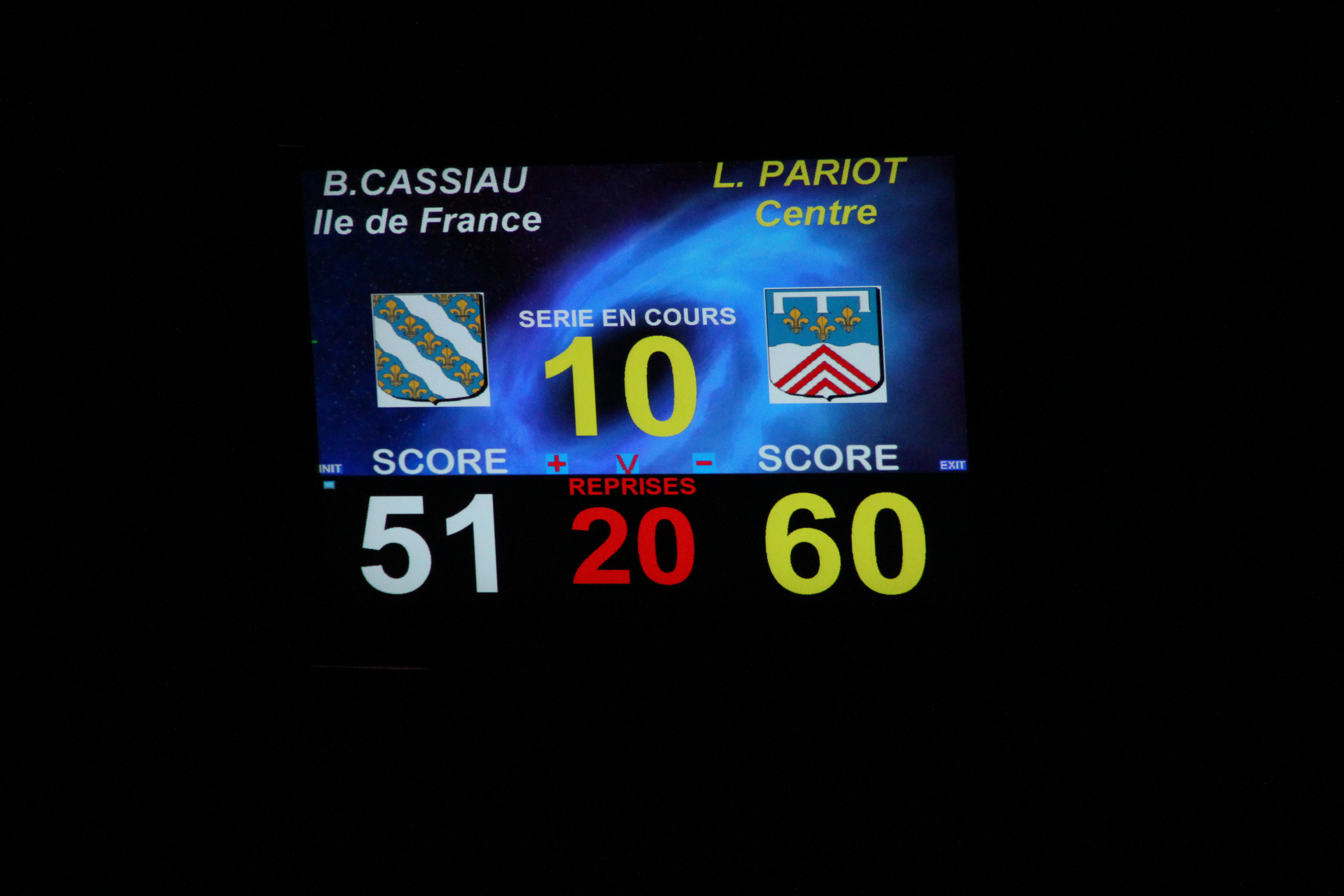
Tableau d’affichage des points.

Chaque joueur a une distance à couvrir, soit un nombre de points à faire pour gagner la partie. La distance est en fonction du niveau et elle n'est pas forcément la même pour les deux adversaires dans un face à face (matches avec handicap). Une partie peut également se disputer en un nombre défini de reprises (terme désignant un tour de jeu).
Chaque joueur se voit attribuer une bille par un tirage en début de partie. En la poussant avec sa queue (le procédé est la seule partie de la queue à pouvoir toucher la bille), il doit parvenir à la faire entrer en contact avec les deux autres. Chaque fois que cette condition est remplie, le joueur marque un point et peut continuer à jouer (à moins qu'une irrégularité ne soit commise). Quand il échoue, son adversaire prend la main.

### Début du jeu
Afin de déterminer le joueur qui entamera la partie, les deux adversaires jouent simultanément leur bille, placée à hauteur des mouches de départ (emplacements marqués sur le tapis) et doivent frapper la petite bande opposée et se rapprocher le plus possible de la bande située derrière la position de départ. Le joueur le plus proche de la bande choisit : soit il commence, soit il décide de laisser son adversaire jouer le premier coup.
Les billes sont alors placées sur les mouches. En fonction de la préférence du joueur qui débute, sa bille peut être placée sur la mouche de droite ou de gauche. La bille de son adversaire (la pointée) est toujours sur la mouche centrale. La bille rouge prend place sur la mouche centrale à l'autre bout du billard.
Si le joueur qui a entamé la partie termine sa distance le premier, on replace les billes en position de départ pour que le deuxième joueur effectue sa dernière reprise.
En cas d'égalité, en fonction des modes de championnat, il peut y avoir prolongation sur la plus longue série réalisée sur la position de départ.

### Rôle de l'arbitre

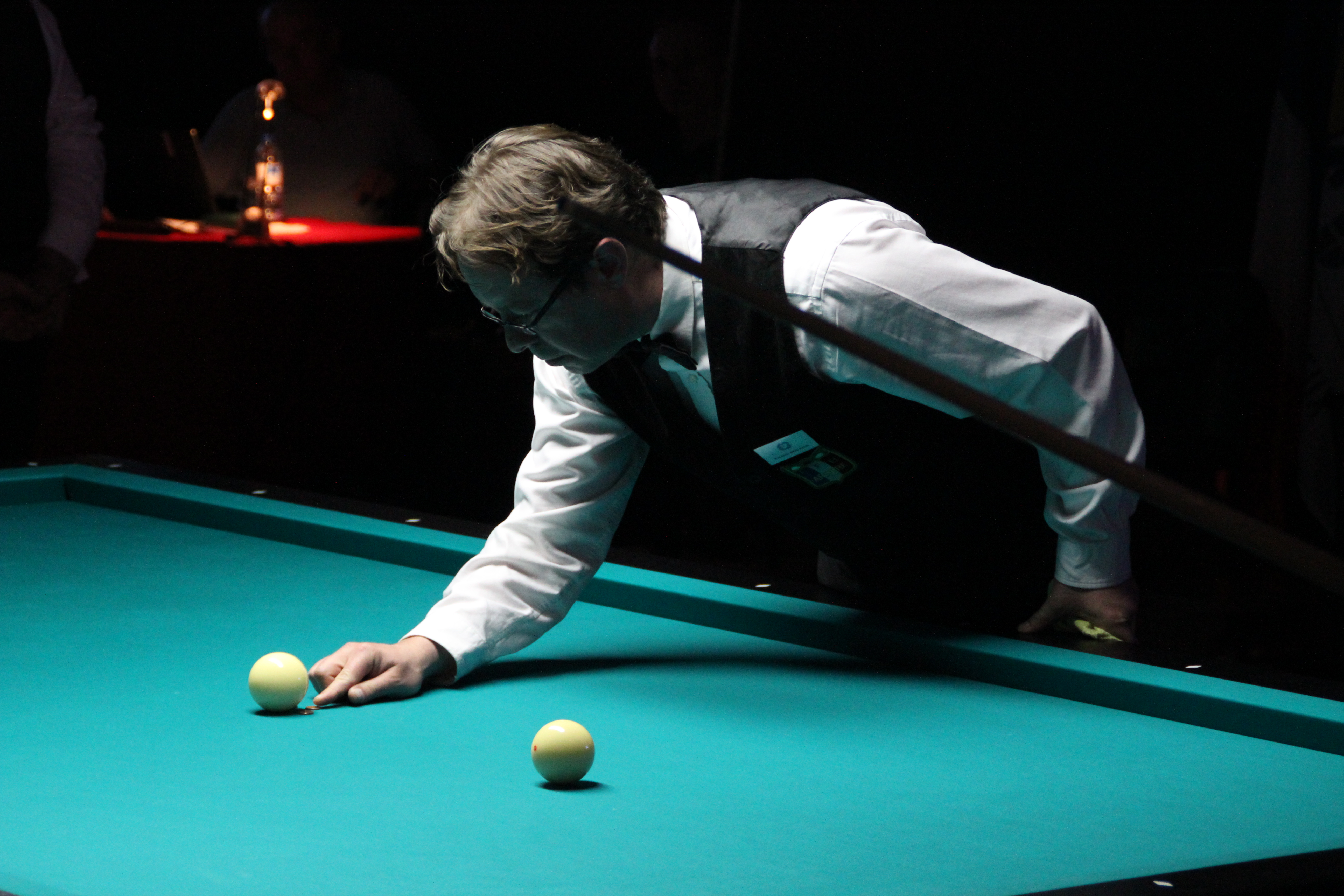
Championnats de France de billard français 2012.

L'arbitre a une tenue à respecter : outre le fait qu'il soit entièrement en noir, avec l'écusson d'arbitre sur la poitrine, il doit rester impartial et ne jamais réagir après un point. L'arbitre doit compter les points et surveiller la régularité du jeu. Lorsque le tour du joueur est terminé, l'arbitre se doit d'annoncer ses points.

#### Les annonces

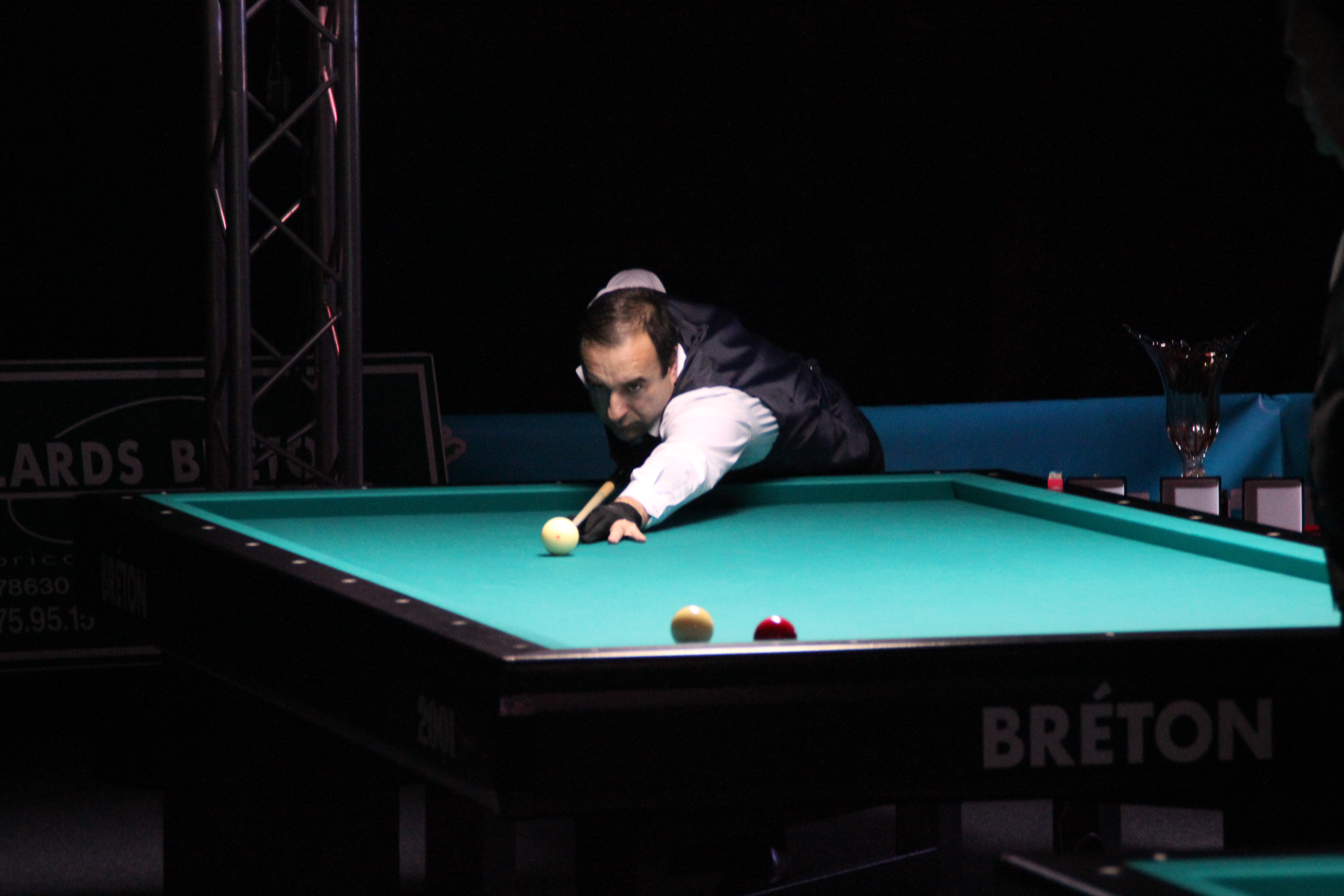
Championnats de France 2012.

L'arbitre doit annoncer le nom du joueur puis les points réalisés à voix haute sans aucune autre mention : par exemple, «Dupont, un ; deux ; trois… ».
Au cadre, on ajoute la position des billes après le nombre de points. Exemple : « un, entrée ; deux, dedans ; trois, à cheval… ». À l'approche de la fin de partie, lorsqu'il reste au joueur cinq points à effectuer (ou trois au jeu à trois bandes), l'arbitre annonce « pour N », N désignant le nombre de carambolages restant à effectuer. Les annonces se font dans l'ordre :
1. nombre de points,
2. « pour… »,
3. position des billes par rapport aux zones réglementées (« entré », « à cheval », « dedans », …),
4. éventuellement « contact » (avec une bille ou avec la bande).

Lorsque le tour du joueur est terminé, l'arbitre doit annoncer le nom du joueur et le nombre de points inscrits, par exemple : « Dupont, 6 ». Si le tour s'achève sur une faute, l'arbitre annonce « faute » avant les autres annonces.
Au cadre, l'arbitre annonce également au joueur commençant son tour la position des billes si besoin est.
Dans tous les modes de jeu, il annonce si la bille du joueur est en contact avec la bande ou avec une autre bille ; il dira alors « contact ». Le joueur ne peut alors pas jouer sur la bille ou la bande en contact avec sa bille et doit donc trouver une autre option ; soit il joue son point d'une autre façon, soit il demande à l'arbitre de remettre sur mouches.

#### Les fautes
Lors de l'examen d'arbitre, on compte douze cas générateurs de faute :
1. Bille sautée : une bille « saute » du billard ; elle est alors remise sur mouche. (Plus maintenant, sauf si les billes sortent de l'aire de jeu. Au billard artistique, par exemple, on fait sauter la bille du joueur sur beaucoup de points).
2. Bille touchée : le joueur touche une bille avec sa main ou toute autre chose que son procédé.
3. Queutage : le joueur touche deux fois de suite sa bille avec son procédé, ou maintient le contact de la queue avec la bille qu'il frappe.
4. Contact joué vers la bande : le joueur joue vers la bande alors que sa bille est en contact avec cette bande. Cette faute s'applique également aux billes.
5. Absence de pieds au sol : le joueur doit toujours avoir au moins un pied au sol lorsqu'il joue.
6. Point de repère : si le joueur pose son bleu ou fait une marque avec à un endroit du billard afin de savoir où jouer.
7. Erreur de bille : le joueur joue avec la bille de l'adversaire.
8. Rester dedans : cette faute se produit si le joueur joue plus de un ou deux coups (selon le mode de jeu) dans une même zone sans en faire sortir les billes.
9. Dépassement de temps : le joueur dispose de 40 secondes pour jouer ; il y a faute si le coup a lieu plus de 40 secondes après l'immobilisation de billes.
10. Fausse queue avec la virole : dans la continuité de la faute 2 (Bille touchée), cette faute se produit lorsque le joueur fait une fausse queue (ce qui n'est pas une faute) et touche la bille avec la virole (partie de la queue de billard entre le procédé et le reste de la flèche).
11. Quitter l'aire de jeu : le joueur ne peut quitter l'aire de jeu sans l'accord de l'arbitre. Si ceci se produit, le joueur est disqualifié d'office.
12. Bille en mouvement : le joueur doit attendre l'immobilisation complète des billes pour jouer ; en revanche, rien ne l'empêche de préparer son coup pendant le déplacement des billes.

#### Obligations de l'arbitre
L'arbitre a plusieurs obligations à respecter avant le début d'une partie :
1. Vérifier le matériel : les poids, le chiffon pour essuyer les billes et marquer leur position sur le billard ; le matériel de marquage (tableau et feutre ou bien tableau et télécommande selon le cas).
2. Vérifier la présence du marqueur.
3. Rappeler au marqueur ses obligations.
4. Vérifier la propreté du billard ; l'arbitre doit nettoyer le billard si cela n'a pas été fait et vérifier l'état du tapis.

## Variantes

### La partie libre
Chaque joueur doit atteindre un nombre de points correspondant à son handicap. Le premier à y parvenir gagne. S'il s'agit du joueur qui a commencé la partie, les billes sont remises « sur mouches » et son adversaire a le droit de tenter de compléter les points lui manquant en une reprise.

#### Les limites de la partie libre
Depuis la découverte de la série américaine par les frères Dion (Cyrille et Joseph) dans les années 1880 et qui permet de reproduire le même point quasiment à l'infini en gardant les billes le long de la bande, la partie libre a atteint ses limites, les grands champions de billard étant tous capables de faire 400 points sur mouche. Il a fallu les empêcher de jouer l'américaine ; on a alors inventé le jeu de cadre.

### La bande
La bille du joueur doit rebondir sur au moins une bande avant de toucher la dernière bille pour que le point soit validé (ou toucher au moins une bande avant de caramboler les deux autres billes).

### Le 3 bandes
La bille du joueur doit rebondir sur au moins trois bandes avant de toucher la dernière bille pour que le point soit validé. C'est de loin le mode de jeu le plus médiatisé du « billard français », comptant de nombreux joueurs professionnels.

### Le cadre

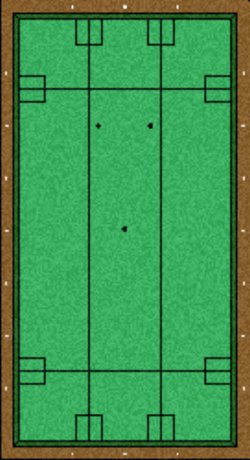
Le cadre.

Il y a trois variantes : les cadres 47/1, 47/2 et le cadre 71/2. Le principe est que l'on trace une ligne à 47 cm (ou 71) de chaque bande ce qui fait neuf cadres (ou six). Aux extrémités de chacune des lignes parallèles, on trace à cheval sur celles-ci des petits carrés additionnels appelés « ancres » de 0,178 m de côté dont un côté se confond avec le bord intérieur d'une bande. Le joueur peut faire au maximum deux points (aux 47/2 et 71/2) ou un seul (au 47/1) sans sortir au moins une des deux billes qui ne sont pas celle du joueur, du cadre ou de l'ancre dans lequel elles se trouvent. Au cadre 47/2 ou 71/2, lorsque ces deux billes entrent dans un des cadres ou ancres elles sont dites « entrées », au coup suivant si elles ne sont pas sorties, elles sont dites « dedans » et le joueur doit impérativement en sortir au moins une, sinon la main passe. (Au cadre 47/1, dès qu'elles entrent dans un des cadres ou ancres, elles sont tout de suite « dedans ».)

### Le casin (ou la ravachole)
Chaque joueur doit effectuer des figures imposées (qu'il doit annoncer avant de jouer) :
- direct : la bille du joueur touche la première puis la seconde bille sans faire de bande ;
- libre : le joueur joue le point comme il le désire ;
- rouge : le point se joue en touchant d'abord la rouge ;
- une bande et une seule ;
- deux bandes et deux seulement ;
- trois bandes (ou plus) ;
- main gauche : coup libre joué de la main qui n'est pas la main naturelle du joueur ;
- bricole ou bande-avant : la bille du joueur touche au moins une bande avant les deux autres billes ;
- casin (ou ravachole) : la bille du joueur touche la rouge qui à son tour touche la troisième mais en ayant touché au préalable au moins une bande ;

On y ajoutera parfois :
- rétro : coup direct avec déviation de la première bille de plus de 90° ;
- contre ou rencontre : coup marqué grâce à un choc de la deuxième bille sur la première ou la troisième avant le choc de celles-ci.

Il est interdit de jouer la même figure deux fois de suite.
Le premier qui a réalisé chaque figure un nombre de fois prédéfini à l'avance (généralement entre 1 et 5) a gagné. Une variante plus rapide et plus stratégique impose le nombre total de tentatives par figure. Une fois atteint, cette figure ne peut plus être tentée, une autre figure devra être choisie (et son nombre de tentatives possibles décrémenté). Le décompte des points est fait dans une case à part du tableau de score. La fin de partie est fixée par le premier qui a épuisé toutes ses tentatives.
Dans les deux variantes, on pourra tolérer qu'une figure non réussie mais valant un point en partie libre autorise toutefois à rejouer.

#### Règles du "Casin international"
La partie se joue en 2-3 sets gagnants. Chaque set se joue en 7 points selon l'ordre imposé (pas de reprise en fin de set et alternance pour le point de départ sur mouches aux sets suivants) :
Rouge, Direct, Bricole, 1 Bande, 2 Bandes, 3 Bandes et Casin.
Les joueurs disposent de "jokers" (de 1 à 3 en fonction de leur catégorie) : leur utilisation est facultative. Ils autorisent à tenter un coup libre réussi, non comptabilisé à la marque, destiné à repositionner les billes et continuer sa série. Un joueur ne peut utiliser 2 jokers consécutivement.
Le coup du Talon (coup dans lequel on touche la bande avant la bille sur laquelle on joue) est autorisé pour le point de Casin mais tout double-choc avant la concrétisation du point annule celui-ci.
Les règles de la bille "collée" s'appliquent ici :
- Bille du joueur collée ou bille qui saute hors du billard : billes remises sur mouches ;
- Bille du joueur collée à la bande : interdiction de jouer en direction de celle-ci ;
- Bille rouge collée à la bande : ne peut servir de point d'appui au Casin.

### Le 4 billes
Comme son nom l'indique, ce jeu se joue avec 4 billes (une rouge supplémentaire ou une bleue par exemple). Chaque joueur se voit attribuer un nombre de points à atteindre en fonction d'un calcul identique pour chaque joueur (par exemple, le nombre de points joué à la libre multiplié par trois). Si le principe est identique à la libre, la façon de compter les points est différente.
- toucher une blanche et une rouge = 1 point (comme à la libre)
- toucher deux rouges = 2 points
- toucher les trois autres billes = 20 points
- chaque bande avant multiplie la valeur du point par deux (par exemple : toucher les 2 rouges après une bande avant = 4 points)

Le joueur doit atteindre exactement le nombre de points attribué. Si au cours d'une série, il dépasse cet objectif, la série se termine et compte pour zéro. (par exemple : il reste 15 points à faire et le joueur touche les 3 autres billes (20 points). Il ne marque aucun point et c'est au joueur suivant de jouer). Il faut donc compter attentivement ses points.

### Le 5 quilles
Peu pratiqué en France, ce jeu est populaire dans d'autres pays, comme l'Italie. Il est d'ailleurs dit al italiano.
Comme toute variante du billard français, les joueurs ont un nombre de points à atteindre pour gagner la partie.
Cinq quilles de 25 mm de haut, une rouge et quatre blanches, sont placées sur la table, au centre du billard, à des endroits déterminés, l'ensemble formant une croix appelée château et qu'il faut chercher à renverser.
Le joueur joue un seul coup puis passe la main à son adversaire.
Points de quille :
- quille centrale : 4 points ;
- quille latérale : 2 points ;
- quille centrale seule : 10 points.

Points de carambolage :
- la bille de jeu sur la bille adverse puis sur la rouge : 4 points (ce que l'on appelle un point) ;
- carambole de type casin, même sans bandes : 3 points (le casin désigne la bille du joueur qui touche la bille adverse, laquelle touche à son tour la bille rouge).

On ne joue JAMAIS sur la bille rouge, toujours sur celle de l'adversaire.
Le nombre de points attribués par coup est l'addition des figures réalisées.
Une faute est sanctionnée par l'attribution à l'adversaire de 2 points de faute + les points de quilles et/ou bille rouge éventuellement réalisés sur ce coup.
En plus de cette pénalité, l'adversaire bénéficie d'une « bille en main ».
Il DOIT placer sa bille librement dans la moitié du Billard opposée à celle du joueur fautif.
Ou il peut demander et jouer le point de départ, à lui de décider.
En France, une partie se joue en 3 sets gagnants de 50 pts (60 pour les Masters).

### Le bouchon (bars)
Le bouchon est une variante anciennement populaire dans les bars, avant que les pools anglais plus petits et ludiques ne viennent remplacer les tables françaises. C'est un jeu d'argent qui se joue avec un bouchon (initialement un bouchon de bouteille de vin) et parfois 2 quilles supplémentaires :
- Variante à 1 seul bouchon : jeu classique à la libre, mais celui qui fait tomber le bouchon paie la mise prédéfinie en début de partie.
- Variante à 1 bouchon et 2 quilles : Chaque fois qu'un joueur fait tomber une des 2 quilles, il met la mise (quelques centimes) en pièces sur le bouchon (au centre de la table). Les 2 quilles sont placées proche du milieu de chaque petite bande.

### Le bouchon (Belge)
Variante du jeu populaire en Belgique où la table est équipée de champignons fixes recouverts de caoutchouc (appelés bumpers en anglais) disposés en croix au milieu de la table. La table possède en outre 2 trous encadrés par 2 bouchons proche du milieu de chaque bande. Le but est de rentrer toutes ses billes dans les trous.

### Billard artistique
Le billard artistique est pratiqué sur une table de 3,10 m par des joueurs ayant déjà une bonne connaissance du billard. Cette discipline consiste pour le joueur à réaliser une figure imposée en trois essais. La qualité d'exécution de cette figure est notée et les arbitres attribuent un nombre de points en fonction d'un coefficient prenant en compte le degré de difficulté (de 5 à 10 points). 

Bien que cette discipline ait longtemps exigé l'utilisation de billes en ivoire en lieu et place de l'Aramith couramment en usage pour le billard français, c'est désormais la résine phénolique qui est de rigueur. Le choix de ces matériaux s'explique par leurs propriétés qui permettent de limiter le frottement avec le tapis et donc d'imprimer aux billes des effets plus marqués. L'adoption de cette nouvelle matière a d'ailleurs permis l'extension du répertoire de figures, souvent spectaculaires, de 68 à 100 (réparties en 10 sets de 10 figures).

Lors des tournois de qualification aux championnats de France, les parties se déroulent sur 7 sets, réalisés dans l'ordre chronologique.
Le champion de France en titre est Jean Reverchon[réf. nécessaire].
Quelques champions internationaux français : Jean Reverchon, Madou Touré, Kévin Tran, Maurice Coyret, Claude Pacetti, Olivier Lacroix, Bastien Panis...

## Organisation des fédérations
- Fédération française de billard
- Fédération royale belge de billard
- Fédération suisse de billard
- Fédération royale néerlandaise de billard

## Champions de billard
- Jean Reverchon, France
- Torbjörn Blomdahl, Suède
- Frédéric Caudron, Belgique
- Francis Forton, Belgique
- Raymond Ceulemans, Belgique
- Jérémy Bury, France
- Roger Conti, France
- Roland Dufetelle, France
- Dick Jaspers, Pays-Bas
- Jean Marty, France
- Eddy Merckx, Belgique
- Daniel Sánchez, Espagne
- Semih Saygıner, Turquie
- Pierre Soumagne, France
- Xavier Gretillat, Suisse
- Richard Bitalis, France
- Yann Dridi, France
- Francis Connesson, France
- Mikaël Devogelaere, France
- Fabien Camberlin, France
- Laurent Guénet, France
- Marco Zanetti, Italie
- Filipos Kasidokostas, Grèce
- Fonsy Grethen, Luxembourg
- Jérôme Barbeillon, France
- Adrien Tachoire, France
- Alain Rémond, France
- Pierre Dumény, France

## Fiction
- Dans la série Navarro le personnage principal et ses adjoints sont des amateurs de billard français
- Dans le film La Zizanie, le personnage de Louis de Funès parodie en cassant tout ce qui est autour lui en jouant au billard français
- Dans le film Alexandre le Bienheureux, les amis du personnage principal trépignent en le regardant jouer un tour interminable où il enchaîne les points

### Le billard dans l'art
- Victor Claass, Jeux de position. Sur quelques billards peints, Paris, Institut national d'histoire de l'art, 2021.

- Fred, Le Billard, Le Noir, La Couleur et Lavis, Dargaud 1997, page 37.